# ستيفان ليف
ستيفان ليف (بالسويدية: Stefan Liv؛ بالبولندية: Stefan Liv) هو لاعب هوكي الجليد بولندي وسويدي، ولد في 21 ديسمبر 1980 في غدينيا في بولندا، وتوفي في 7 سبتمبر 2011 في ياروسلافل في روسيا.

## وصلات خارجية
- ستيفان ليف على موقع دوري الهوكي الوطني (الإنجليزية)
- ستيفان ليف على موقع دوري الهوكي للقارات (الإنجليزية)
- ستيفان ليف على موقع EliteProspects.com (الإنجليزية)
- ستيفان ليف على موقع Eurohockey.com (الإنجليزية)
- ستيفان ليف على موقع HockeyDB.com (الإنجليزية)
- ستيفان ليف على موقع أوليمبيديا (الإنجليزية)
- ستيفان ليف على موقع اللجنة الأولمبية السويدية (السويدية)